# Prunus buergeriana
Prunus buergeriana — вид квіткових рослин із підродини мигдалевих (Amygdaloideae).

## Біоморфологічна характеристика
Це листопадне дерево, яке зазвичай досягає 6–12 метрів у висоту, іноді досягаючи 25 метрів. Дрібні квітки розташовані в китиці. Плоди дозрівають від зеленого через червоний до чорнувато-коричневих.

## Поширення, екологія
Ареал: Китай, центральна і південна Японія, Корея, північно-східна Індія, Бутан. Населяє схили пагорбів і гір, густі ліси на схилах, уздовж стежок і сонячні місця на схилах; на висотах від 1000 до 3400 метрів.

## Використання
Рослина збирається з дикої природи для місцевого використання в якості їжі. Плоди вживають сирими чи приготовленими. З листя можна отримати зелений барвник. З плодів можна отримати барвник від темно-сірого до зеленого.

## Галерея

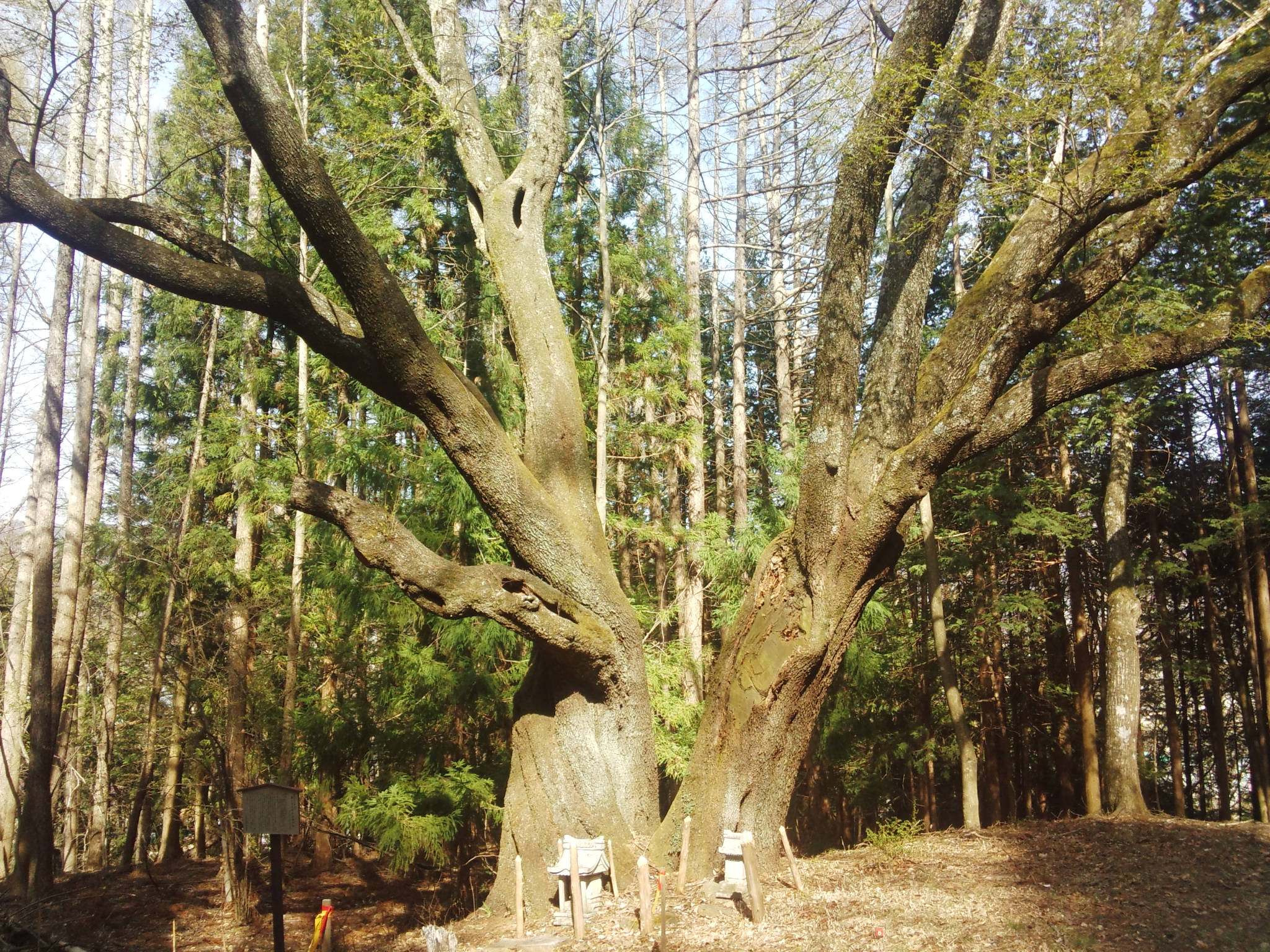
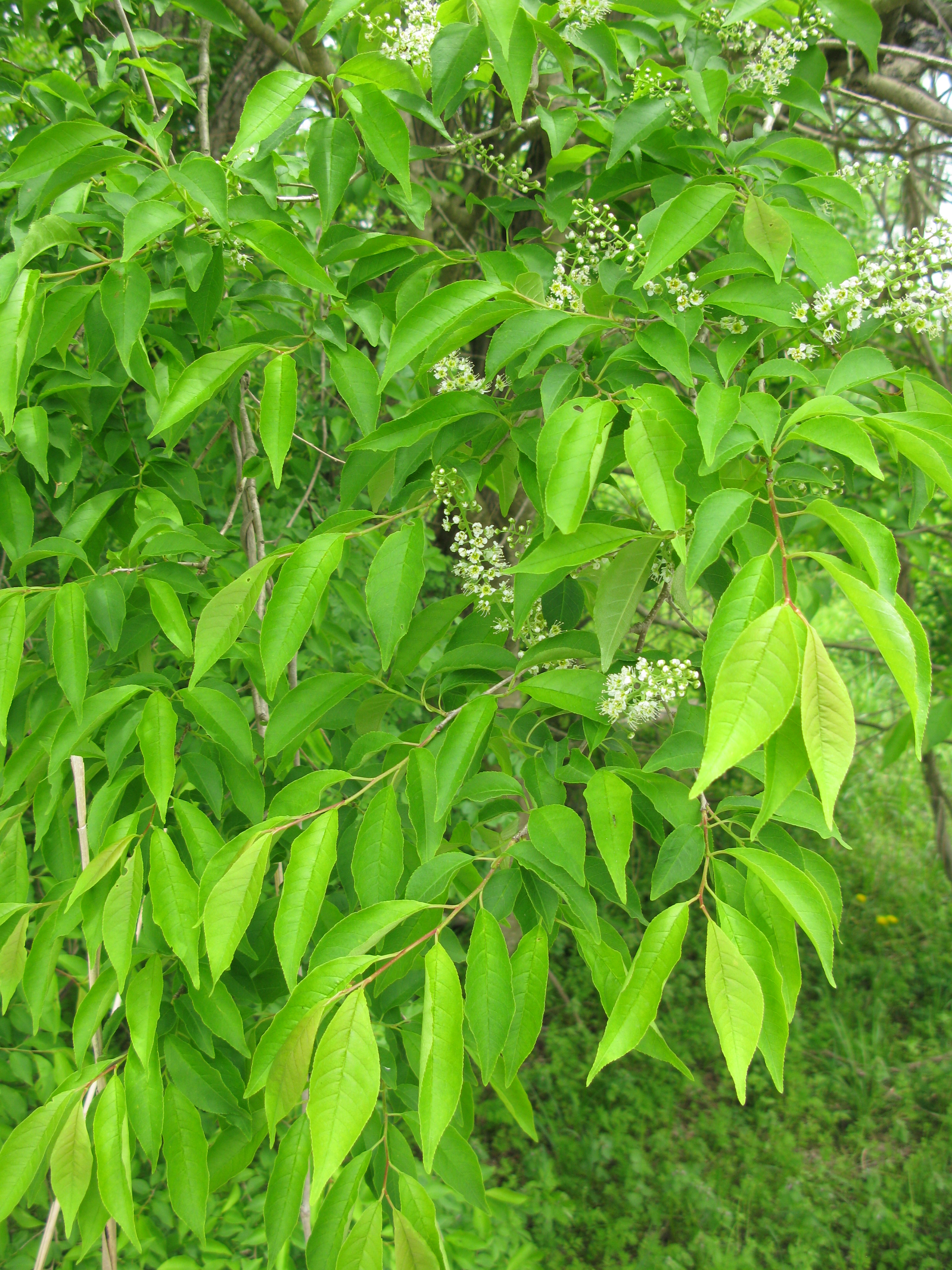
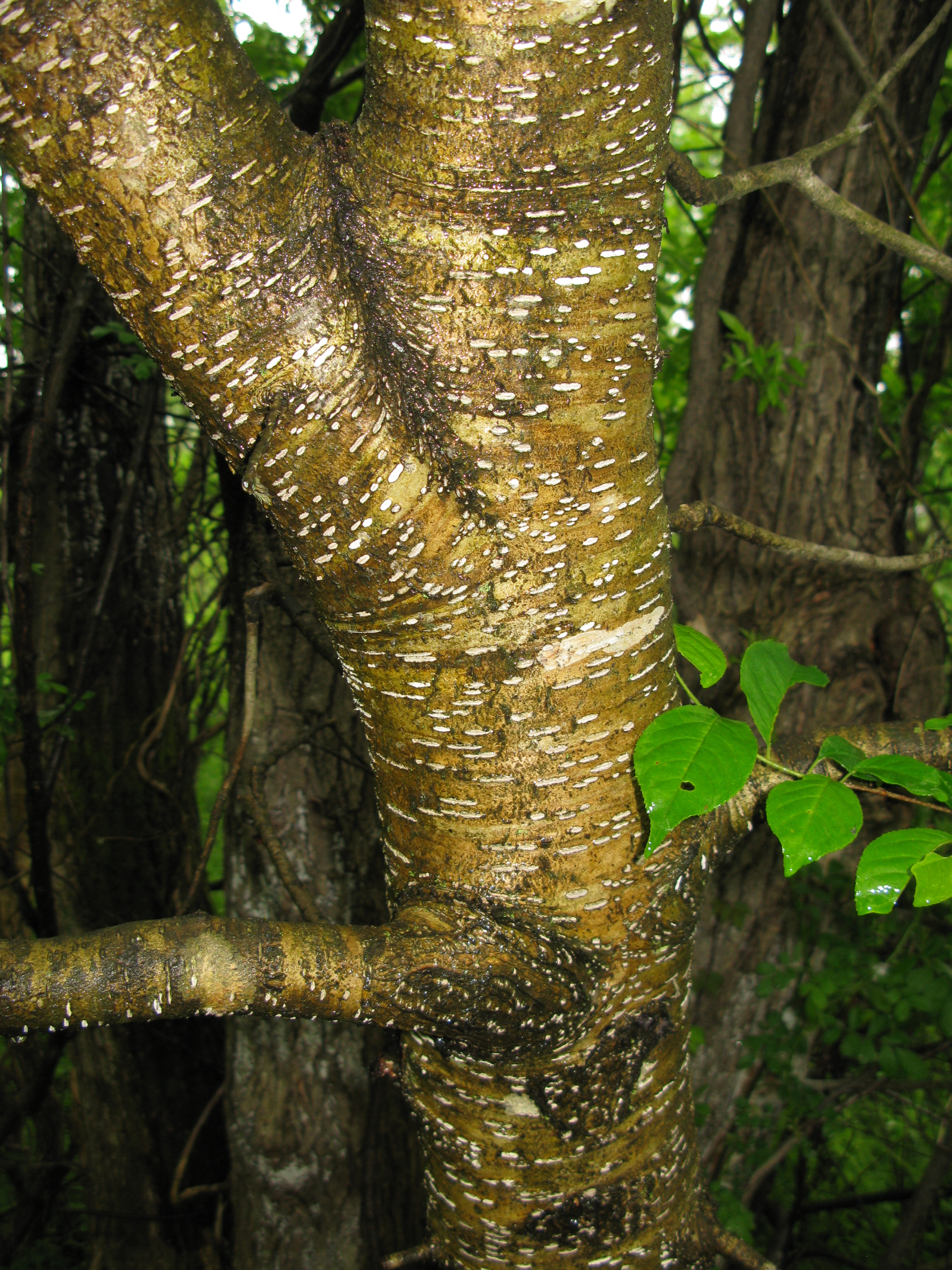
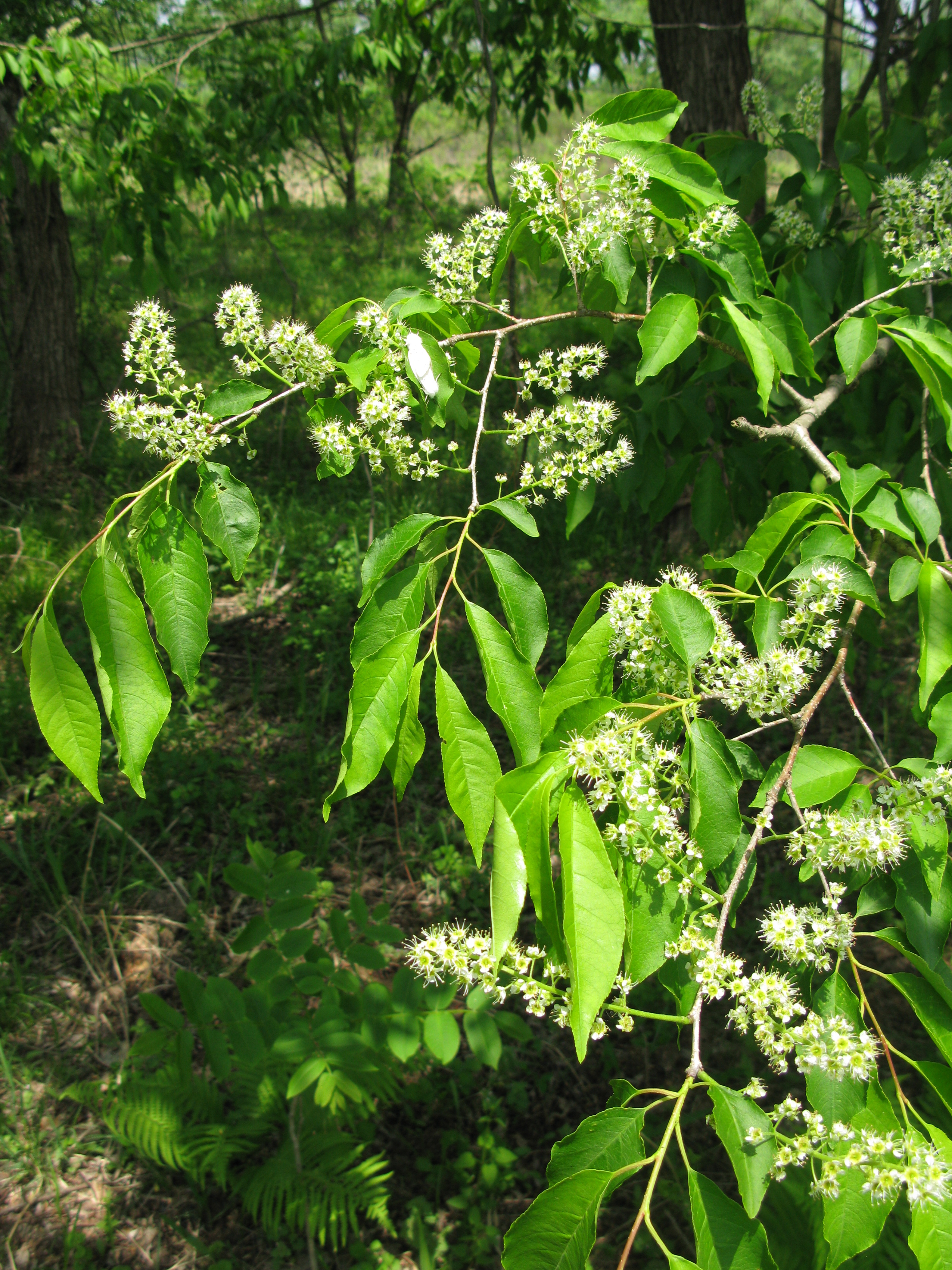